# Свети Кастул (24. децембар)
Свети Кастул је хришћански светитељи и мученик. Мучен је и убијен за време владавине римског цара Лицинија. Оптужен је зато што је био хришћанин. Пошто је ухваћен, обешен је о дрво и струган. Потом је предан Зиликинту игемону на испитивање. Пошто га Зиликинт није убедио да се одрекне своје вере, Кастул је мучен и на крају му је глава одсечена мачем.
Српска православна црква слави га 24. децембра по црквеном, а 6. јануара по грегоријанском календару.